# Lithocarpus ewyckii
Lithocarpus ewyckii (Korth.) Rehder – gatunek roślin z rodziny bukowatych (Fagaceae Dumort.). Występuje naturalnie w Malezji oraz Indonezji (na Sumatrze i w Kalimantanie). 

## Morfologia
PokrójZimozielone drzewo dorastające do 30 m wysokości. Pień czasami wyposażony jest w korzenie podporowe.
LiścieBlaszka liściowa ma eliptyczny kształt. Mierzy 6,8–15,2 cm długości oraz 2,8–6,6 cm szerokości, ma ostrokątną nasadę i wierzchołek od ostrego do spiczastego. Ogonek liściowy jest owłosiony i ma 5–10 mm długości. Przylistki mają kształt od owalnego do równowąskiego i osiągają 5 mm długości.
OwoceOrzechy o jajowato stożkowatym kształcie. Osadzone są pojedynczo w miseczkach w kształcie kubka, które mierzą 30 mm średnicy.

## Biologia i ekologia
Rośnie w lasach oraz na bagnach. Występuje na wysokości do 1800 m n.p.m.